# 布雷阿勒苏蒙福尔
布雷阿勒苏蒙福尔（法語：Bréal-sous-Montfort，法語發音：[bʁeal su mɔ̃fɔʁ]，意为“蒙福尔下方的布雷阿勒”）是法国伊勒-维莱讷省的一个市镇，位于该省中部偏西南，属于雷恩区。

## 地理
布雷阿勒苏蒙福尔（48°2'52"N, 1°52'0"W）面积33.82 平方千米，位于法国布列塔尼大區伊勒-维莱讷省，该省份为法国西北部沿海省份，位于布列塔尼半岛东部，北濒大西洋，西接阿摩尔滨海省和莫尔比昂省，南至大西洋卢瓦尔省，西南端接曼恩-卢瓦尔省，东临马耶讷省，东北与芒什省接壤。
与布雷阿勒苏蒙福尔接壤的市镇（或旧市镇、城区）包括：莫尔代勒、勒韦尔热、博隆、戈旺、圣蒂里亚勒。

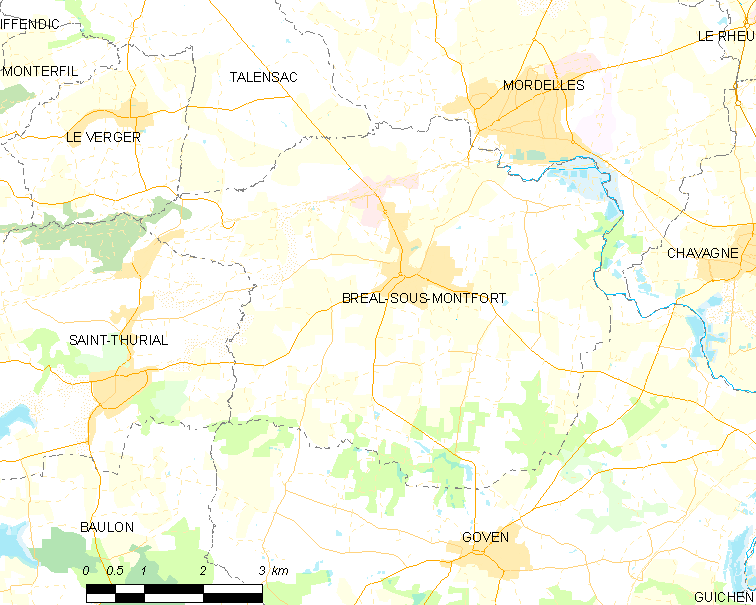
布雷阿勒苏蒙福尔的OSM定位图

布雷阿勒苏蒙福尔的时区为UTC+01:00、UTC+02:00（夏令时）。

## 行政
布雷阿勒苏蒙福尔的邮政编码为35310，INSEE市镇编码为35037。

## 政治
布雷阿勒苏蒙福尔所属的省级选区为勒勒县。

## 人口

1962-2008年间布雷阿勒苏蒙福尔人口变化图示

布雷阿勒苏蒙福尔于2022年1月1日时的人口数量为6430人。